# Ginter Gawlik
Ginter Gawlik (ur. 5 grudnia 1930 w Zabrzu-Biskupicach, zm. 22 sierpnia 2005 w Würzburgu) – polski piłkarz, napastnik, pomocnik lub obrońca. Długoletni zawodnik Górnika Zabrze.
Gawlik dorastał po niemieckiej stronie granicy. W czasie wojny trenował w Reichsbahn SV Borsigwerk. Po jej zakończeniu był zawodnikiem Górnika Biskupice, a od 1950 Górnika Zabrze. W zabrskim klubie grał do 1964. Z Górnikiem najpierw awansował do pierwszej ligi, a następnie zdobył pięć tytułów mistrza kraju.
W reprezentacji debiutował 23 czerwca 1957 w meczu ze Związkiem Radzieckim. W tym samym roku zagrał w historycznym spotkaniu z tym samym rywalem, wygranym przez Polaków na Stadionie Śląskim 2:1. Łącznie w reprezentacji wystąpił w 7 meczach, strzelił jedną bramkę.
Karierę kończył w Sydney w Polonii Soccer Club.